# Gonzalo Jiménez de Quesada

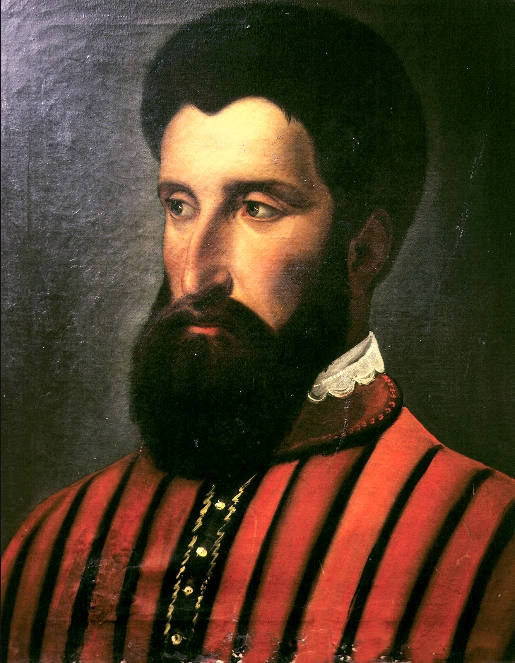
Gonzalo Jiménez de Quesada

Gonzalo Jiménez de Quesada (Córdoba of Granada, 1509 – Mariquita, 16 februari 1579) was een conquistador.
In 1535 kreeg hij als juridisch magistraat de opdracht de rivier de Magdalena te ontdekken en El Dorado te vinden. Op deze reis trof hij het Muiscarijk, dat hij veroverde. Hij stichtte Bogota en ontmoette Nikolaus Federmann en Sebastián de Belalcázar. Gezamenlijk keerden de drie terug naar Spanje. Hij raakte echter in ongenade maar wist dankzij zijn juridische vaardigheden wel de titel maarschalk van Nieuw-Granada te krijgen.
Hij probeerde nog enige keren El Dorado te vinden. De expedities die hij uitzond mislukten echter en hij werd financieel geruïneerd.